# 徐家汇观象台
徐家汇观象台（法語：L'Observatoire de Zi-Ka-Wei），又名徐家汇天文台、天主教江苏教会观象台，简称徐台，是曾设于上海徐家汇的综合观测站，原址位于今徐汇区蒲西路166号。徐家汇观象台由法国天主教耶稣会于1872年建立，设有中国最古老的气象观测站，号称“远东气象第一台”。全盛时期的徐家汇观象台下辖三个附属台，兼具气象、天文、地磁、地震等观测功能，既提供天气预报、授时等公共服务，也活跃于科研领域。中日战争爆发后，徐家汇观象台逐渐衰落，但气象观测从未间断；最终于上海战役结束后被接收，成为了上海中心气象台和上海天文台的前身。徐家汇观象台旧建筑尚存，列上海市文物保护单位，现为上海气象博物馆。徐家汇观象台因连续不间断的观测而被授予“世纪气候站”的称号。

## 历史沿革

### 建立
鸦片战争结束后，法国天主教耶稣会重返中国开展活动。耶稣会在传教的同时，还计划在华建立科学事业，得到了法国经度局、法国科学院等机构，乃至法国军方的资金和技术支持。1846年，首批来华的耶稣会传教士之一的南格禄（Claude Gotteland）曾提出在上海设立小型天文台的设想；惟因当时耶稣会工作重心为传教，相关计划被搁置。
至19世纪60年代，耶稣会传教士已在上海开展一些气象观测活动。1865年，耶稣会派传教士刘德耀（Henri Le Lec）携带气象观测仪器来到上海。他偕同罗礼思（Louis Helot）、伊宗尹（CharLes de Argy）向监会铎戴元英（Michel Fessard）递交建立科研机构的报告。经会议研究，认为建立科研机构为时尚早，但不反对以个人名义参与科研。于是刘德耀被任命为董家渡修道院的科学教授，用所携带的仪器进行气压、气温、湿度、降水、风及有关天气现象等观测。每日5时、9时、12时、16时、21时各观测一次。
1869年1月，耶稣会派遣传教士高龙鞶（Augustin Colombel）来到上海，以实现在江南教区建立观象台的计划。随后刘德耀与高龙鞶被派往南京考察观象台的选址。然而他们发现南京并不具备设立观象台的条件。且他们抵达南京时，正值该地发生教案。两人不得不离开南京，返回上海。
1872年8月，江南教区郎怀仁（Adrien Languillat）主教与耶稣会江南传教会会长谷振声（A. Della Corte）在徐家汇举行会议，决定成立“江南科学委员会”。该委员会由四个部分组成，其中包括一座“与耶稣会相称”的观象台。筹建观象台的工作交由高龙鞶完成。同年12月1日起，观象台正式进行天文和气象观测。最初的观测工作是在徐家汇天主教堂教士住所东面的平台上进行的。1873年2月，观象台于蒲西路221号动工兴建二层平台的五开间平房。7月建成后，作为正式的观察场地。

### 发展
1873年9月，能恩斯（Marc Dechevrens）被派往上海，负责在徐家汇观象台建立地磁业务。他于11月29日抵达上海。1874年，观象台设立地磁部，利用佩里（Perry）寄来的仪器，开始进行简单的地磁观测。同年，能恩斯接替高龙鞶管理观象台的工作。1876年，能恩斯成为观象台第一任台长。
1879年7月31日至8月1日，强台风吹袭上海，造成了巨大的损失。然而此前，能恩斯已通过分析沿海各灯塔站及周边各站的气象数据，撰写论文《1879年7月31日的台风》（Le typhon du 31 Julliet 1879），分析并预报了这次台风。这是首次较为准确地作出的台风预报，拉开了中国天气预报的序幕。事后，该论文的英译本在居住于港口的民众中引起了强烈反响。在法租界公董局和泰和、怡和两家外商轮船公司一致要求下，观象台筹设了航海服务部，添置了仪器，并于翌年将既有建筑扩建为三层平台八开间二层楼房，供其使用。1881年，上海总商会会长来信建议观象台开设航海警报服务，得到了批准。气象服务随即展开。1882年1月1日起，观象台利用观测数据在中、西文报纸上发布中国沿海城市的天气预报。
1883年4月19日，能恩斯向法租界公董局总董写信，阐述设置信号台报告天气和校准时刻之意义。公董局经会议商量，决定出资在法兰西外滩建立外滩信号台。信号台隶属市政总理处领导，业务工作则交由徐家汇观象台管理；公共租界与法租界各承担一半的维护成本。1884年5月底，信号台建成，它依据徐家汇观象台的电报传来的气象信息，为往来船只悬挂气象信号，并在江海关大楼对面的布告栏中逐日公布相关重要港口的天气实况。观象台自1884年起开展授时业务。最初每周周一、周五于正午十二点鸣炮示时，外滩信号台落成后，改为悬挂电动球。
1895年，观象台绘制了中国首张东亚地面天气图。1897年，时任徐家汇观象台台长的劳积勋（Aloysius Fros）致信海关总税务司赫德，希望沿海各港口城市统一采用徐台的气象代码。这一代码于1898年1月1日起正式采用。徐台不断扩大与其他气象台的联系，至19世纪末，观象台的联络网络已经北及西伯利亚，南至马尼拉，东到日本，西抵印度半岛。观象台根据观测和预报结果向中国沿海各地气象台及海船发布气象消息，成为了报告航海船舶气象的中心。此间，观象台还发表了大量关于热带风暴、季风和气压的研究论文。

### 鼎盛

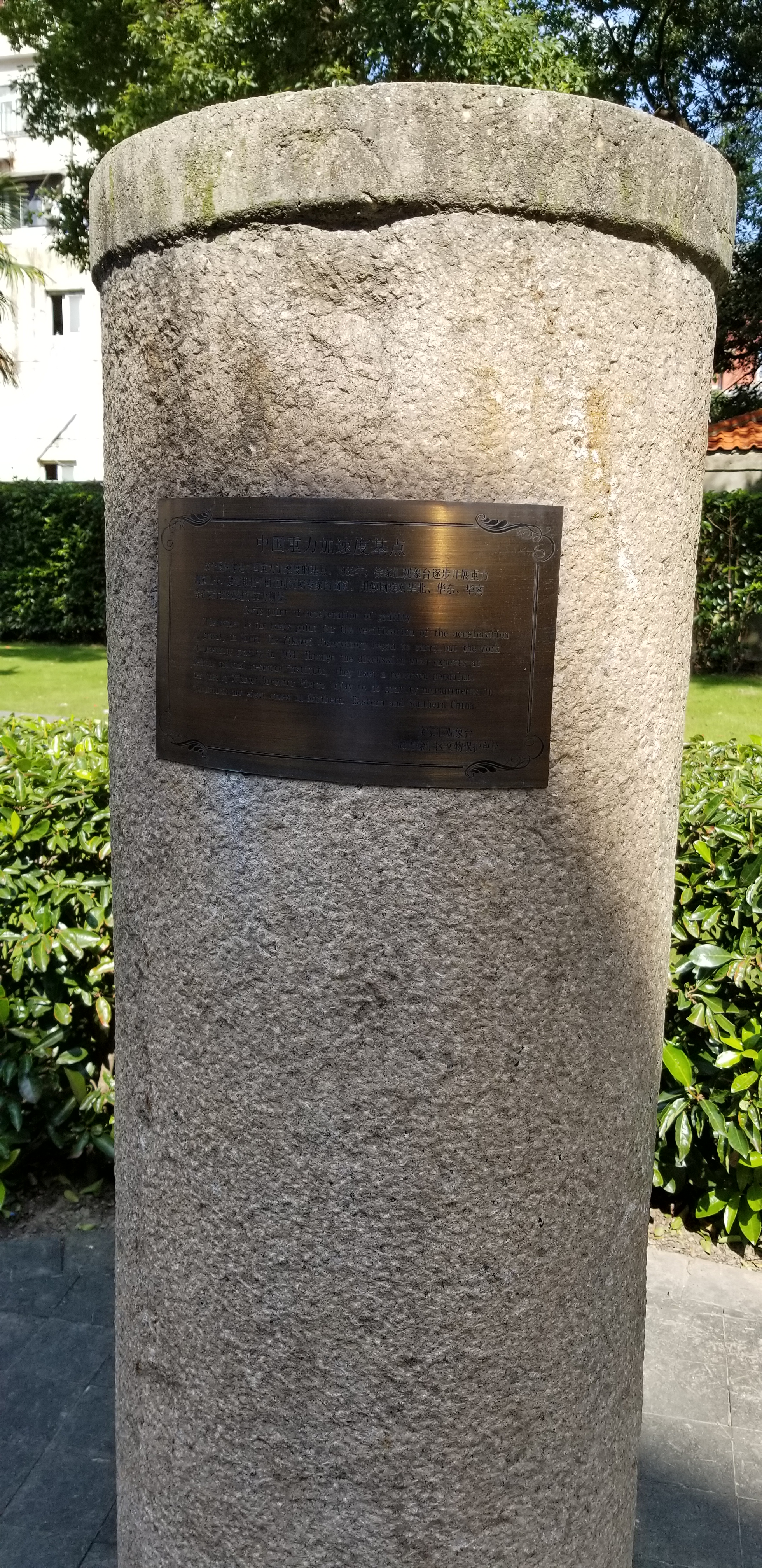
徐家汇观象台重力测量基准点

为满足其日益增长的业务需求，1900年，观象台在原址西侧100米处，今蒲西路166号处动工建造新楼。1901年1月1日，观象台迁入新址运作。同年，为扩展其天文业务，观象台在佘山山顶，原天主教圣母堂东侧建立一座圆顶的天文台，开始对天文星象的观测、计算、研究等工作，即为佘山观象台。1904年起，观象台正式进行地震测量工作。
1902年，公共租界工部局拟开通一条直达徐家汇的电车路线。由于电车行驶会对地磁仪产生影响，时任地磁部负责人的马德赉（Josephus de moidrey）多次与工部局交涉，最终于1906年达成共识，由工部局出资5000两白银，作为搬迁地磁台的补偿。新台选址于江苏菉葭浜，1908年建成。之后经批准，在该台与徐台之间架设电线互换数据。自此，徐家汇观象台形成外滩、佘山、菉葭浜三个功能各异的附属台共同运作的格局；1932年菉葭浜台迁回佘山。
1909年，观象台增设夜间报时服务。1914年5月18日起，观象台利用法租界公董局设在顾家宅村一带的电台收集天气报告，每日2次向海船播发时间信号和海洋气象预报，徐台也因此成为了中国首个发布天气广播的气象台。自1920年3月1日起，又增加了每天11时和17时高空气流情况的广播预报，以提供航空服务。
20世纪20年代，徐台的科研工作达到鼎盛。为验证大陆漂移学说，国际天文学联合会组织开展了国际经度联测。该工作需在同一纬度线上经度彼此相距120度的三个基准点开展，而上海（徐家汇）、阿尔及尔和圣地亚哥符合这一条件。徐家汇观象台先后于1926年、1933年两次参加国际经度联测。1933年至1935年，徐台与國立北平研究院物理研究所合作，利用可倒摆法测定东北、华北、华东、华南、西南等173个观测点的重力加速度，徐台是这次测量的基准点之一。该工作被认为是“中国近代重力测量的开始”。经过30余年的测量，观象台于1937年完成并出版了《中国地磁图》。

### 衰落与接管
1937年，中日戰爭爆發，当年年底，佘山天文台遭受了严重的破坏。由于法租界对徐家汇天主教堂地区派兵保护、加强管理，日军将观象台视为教会私产，时任观象台气象部主任的龙相齐（Ernestus Gherzi）又利用自己的身份从中斡旋，徐台本部并未直接受到战火的摧残。但是受到战时无线电管制和旗语管制的影响，观象台的天气预报业务曾一度中断，科研工作几乎全面停滞。1941年，太平洋战争爆发，观象台中止了天气预报业务，刊物也停止出版，但观象台的观测工作仍在持续。此间观象台亦购置了气象雷达研究气团的变化和台风的运动。观象台战时的工作在当时得到了国际同行的关注和敬佩。
二战结束后，租界被收回，外国人在华特权亦被取消。1945年12月1日，中央气象局接管并改组外滩信号台。双方在外滩信号台的管理和天气预报的发布问题上产生了一些分歧。1947年2月，政府宣布关闭徐家汇观象台，全部工作转交中国气象局上海气象台。徐台被国民政府关闭后，运作方式未发生改变，南华日报刊文称它“仅仅在纸上被废除”。1949年5月27日，上海戰役结束，5月31日，中国气象局上海气象台被上海军管会接收。是年12月12日，徐家汇观象台由上海军管会接管，徐台的气象业务正式并入上海气象台，天文部分划归紫金山天文台。1951年1月，上海气象台迁入徐家汇观象台原址，1954年扩建为上海中心气象台，至今仍在此处办公。1962年，其天文观测部分与佘山观象台合并，成立上海天文台，迁入南丹路80号。

### “世纪气候站”
自1872年12月建站以来，徐家汇观象台及其后继者上海中心气象台的气象观测资料从未间断。2012年11月12日，适逢徐家汇观象台建站140年之际，世界气象组织秘书长雅罗授予其国际“世纪气候站”证书，以表彰“其对世界气象组织全球系统和计划做出的突出贡献”。

### 後續
2022年11月18日，上海市气象局宣布中国气象局已批准建设上海国家气候观象台。

## 组织机构

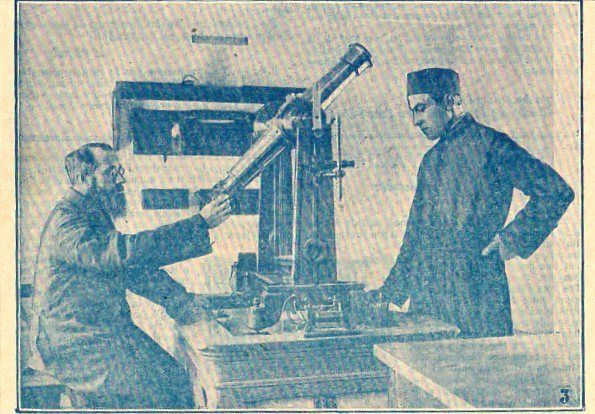
调试仪器的徐家汇观象台传教士，摄于1927年

徐台建台之初，只有少数几名工作人员，绝大部分为来华传教士。至20世纪30年代，工作人员人数达40-50人。观象台自建立到被接管的八十年中，累计工作人员总数不超过100人，其中传教士20多人，中国工作人员约70人。在观象台工作的传教士大多接受过良好的科学训练；中国员工不参与核心研究，有中国员工称曾受到过不公正的待遇。
全盛时期的徐家汇观象台是一个集公共服务和科研为一体的综合机构，除在徐家汇开展业务外，还下辖佘山天文台和菉葭浜地磁台两个附属台，同时派出专人到外滩信号台为市民提供服务。观象台下设气象、天文、地磁、地震、授时等若干部门，其中徐台本部负责气象、授时、地震、重力，佘台负责天文、大气物理和地磁，菉葭浜台负责地磁。每个部门由一名传教士负责，并接受徐家汇观象台总台长的统一领导。经费则由教会管理，20世纪30年代开始，有一套预算、审批、列账制度。

### 台长
法国科幻作家儒勒·凡尔纳在小说《征服者罗比尔》的开头写到：
|  | 对于不明飞行物，当时人们猜测纷纷。只有一个天文台长对这个问题持肯定态度，尽管他对这个问题作出的解答会招致种种讽刺挖苦。那是个中国人，徐家汇天文台的台长。 |

然而事实上，徐台及之后成立的各附属台台长无一例外都是法国耶稣会传教士。观象台先后共有六人担任台长（总台长），按就任顺序是：能恩斯、蔡尚质、劳积勋、田国柱、雁月飞、茅若虚。能恩斯被认为是“第一个给予观象台真正的科学声望”的人，同时也对观象台公共服务的开办有贡献。蔡尚志长年担任佘台台长，是天文研究的负责人。劳积勋在气象方面的贡献更为突出，这也为他赢得了“台风神父”的美誉，老法租界劳神父路（今合肥路）即以他的名字命名。田国柱负责地震研究。雁月飞为法国科学院院士，主导了国际经度联测及中国乃至远东地区的重力测量。茅若虚主要从事大气物理方面的研究，一度兼任震旦大学校长。以下是详细列表：
| 原名                 | 中文名 | 生卒年    | 任期                | 备注                  |
| -------------------- | ------ | --------- | ------------------- | --------------------- |
| Marcus Dechvrens     | 能恩斯 | 1845-1923 | 1876-1887           | 第一任台长            |
| Stanislaus Chevalier | 蔡尚质 | 1852-1930 | 1888-1896 1926-1929 | 第二任台长 第四任台长 |
| Aloysius Fros        | 劳积勋 | 1859-1932 | 1896-1914 1919-1926 | 第三任台长 第五任台长 |
| Henricus Gauthier    | 田国柱 | 1870-?    | 1914-1919           | 代理台长              |
| Pierre Lejay         | 雁月飞 | 1898-1958 | 1930-1939           | 第六任台长            |
| Ludovicus Dumas      | 茅若虚 | 1901-1970 | 1939-1950           | 第七任台长            |

## 成果
徐家汇观象台取得过不少研究成果，其中部分研究是对基本理论、基本资料的整理，部分研究则具有很大的实用价值。一些课题得到过法国科学院的资助。在气象方面，徐台绘制了1893年至1918年间620个台风的路径图，研究了远东地区大气压强的变化，中国气温和雨量的分布情况，编制了《东亚气候图册》。在地球物理方面，徐台参与了两次国际经度联测，主导了远东地区的重力测量，制作了《中国重力分布图》；通过多年的地磁观测，制作了《中国地磁图》，并研究了太阳黑子活动与地磁的关系。在天文方面，徐台下属的佘台通过望远镜长时间观察太阳活动规律并测量了太阳的直径，拍摄了大量星团的照片，还作出了天球赤道带±0°50′范围内包含一万四千余颗恒星的星表。此外，不少工作于徐台的传教士研究过中国科技史，整理了中国古代文献中的地震记录和太阳黑子观测记录，评述了《仪象考成》、《数书九章》等书籍。

### 出版物

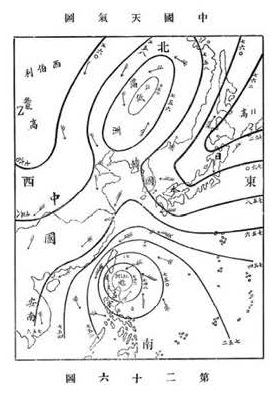
《气学通铨》中的中国地面天气图

徐家汇观象台自建立到被接管的80年间共出版过六种刊物和百余册专题报告及单行本学术论文。以下为列表：
| 刊物名                   | 出版时间       | 数量 | 备注         |
| ------------------------ | -------------- | ---- | ------------ |
| 徐家汇天文台观测公报     | 1872-1935      | 61卷 |              |
| 佘山天文年刊             | 1907-1942      | 22卷 | 主编为蔡尚质 |
| 绿葭浜天文台地磁观测报告 | 1908-1935      | 20卷 | 主编为马德赉 |
| 天文年历                 | 1878 1903-1932 | 31卷 |              |
| 徐家汇天文台物理气象记录 | 1934-1946      | 10册 | 主编为雁月飞 |
| 徐家汇天文台地震记录     | 1921-1932      | 12册 | 主编为龙相齐 |

此外，还于1914年出版过一部四卷本气象学读本《气学通诠》；此书是马德赉为震旦学院编写的教材，系统介绍了近代气象学的理论与实践；1929年再版。上列著作均由土山湾印刷所印刷出版。

## 旧址
徐家汇观象台旧址现留存历史建筑，建于1901年，占地面积0.3公顷，主体部分高三层约17米，砖木结构。其为文艺复兴风格建筑，立面结构对称，三段式布局；材质为清水砖，灰、红砖交错排列，局部带有齿形装饰。屋面采用双坡屋顶。窗框呈圆拱形，饰以红砖；窗页为硬木百叶窗。平台和室外楼梯配有古典式宝瓶状栏杆。建筑落成时顶端曾设有砖木测风塔，后拆除改建为铁塔。该建筑分别于2004年和2005年，入选徐汇区文物保护单位和第四批上海市优秀历史建筑。2014年，徐家汇观象台旧址作为徐家汇天主教历史建筑群的一部分，被列为上海市文物保护单位。
2012年，上海市气象局出资修缮该建筑，将其打造为上海气象博物馆。博物馆展现了徐家汇观象台的历史。2013年起，博物馆作为徐家汇源景区的一部分，限时对游客免费开放。

### 专著
- 吴燕. . 中国社会科学出版社. 2013 [2009]  [2022-06-17]. ISBN 9787516130100. （原始内容存档于2022-06-22）.